# Kielmeyera
Kielmeyera là một chi thực vật có hoa trong họ Calophyllaceae.

## Hình ảnh

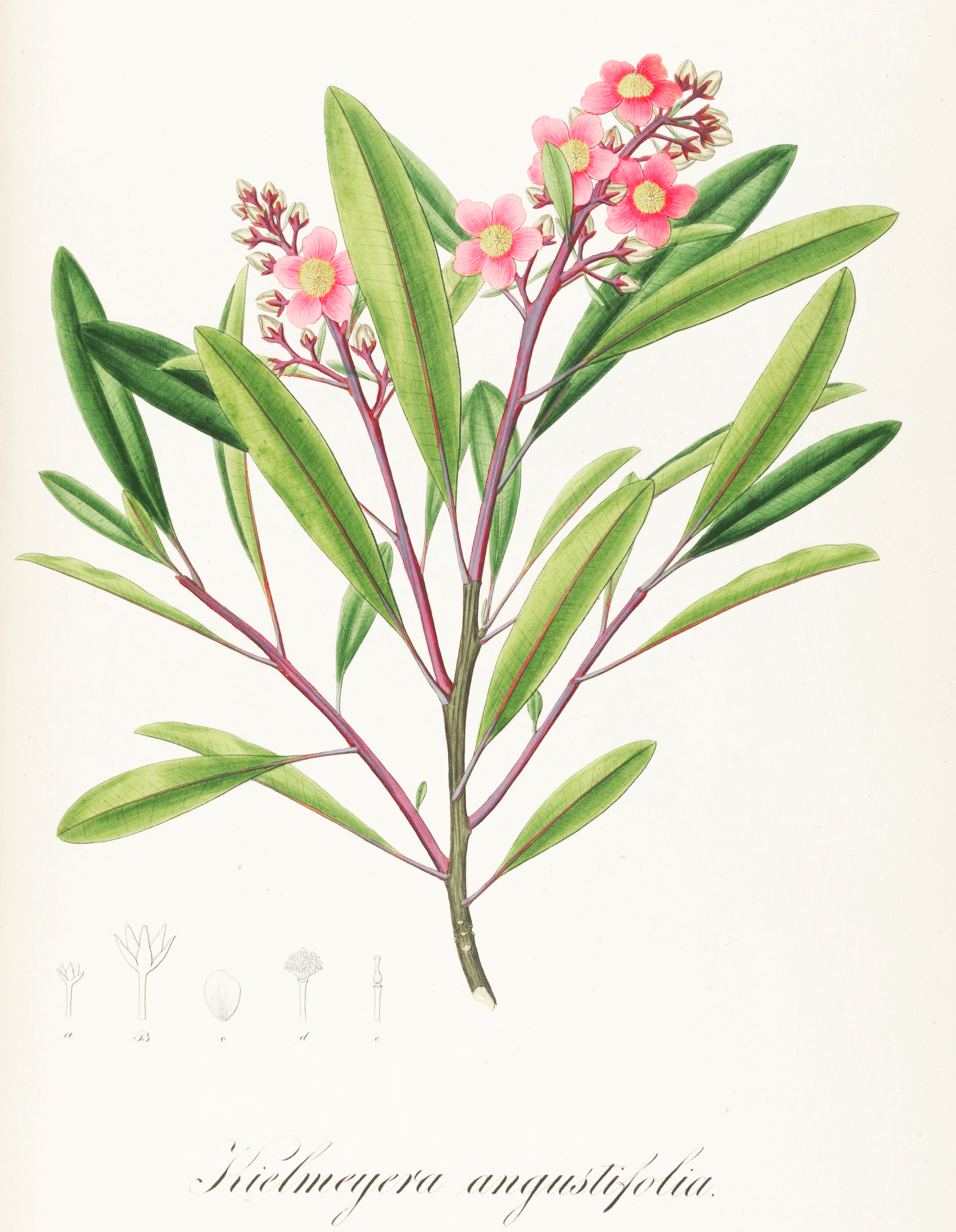
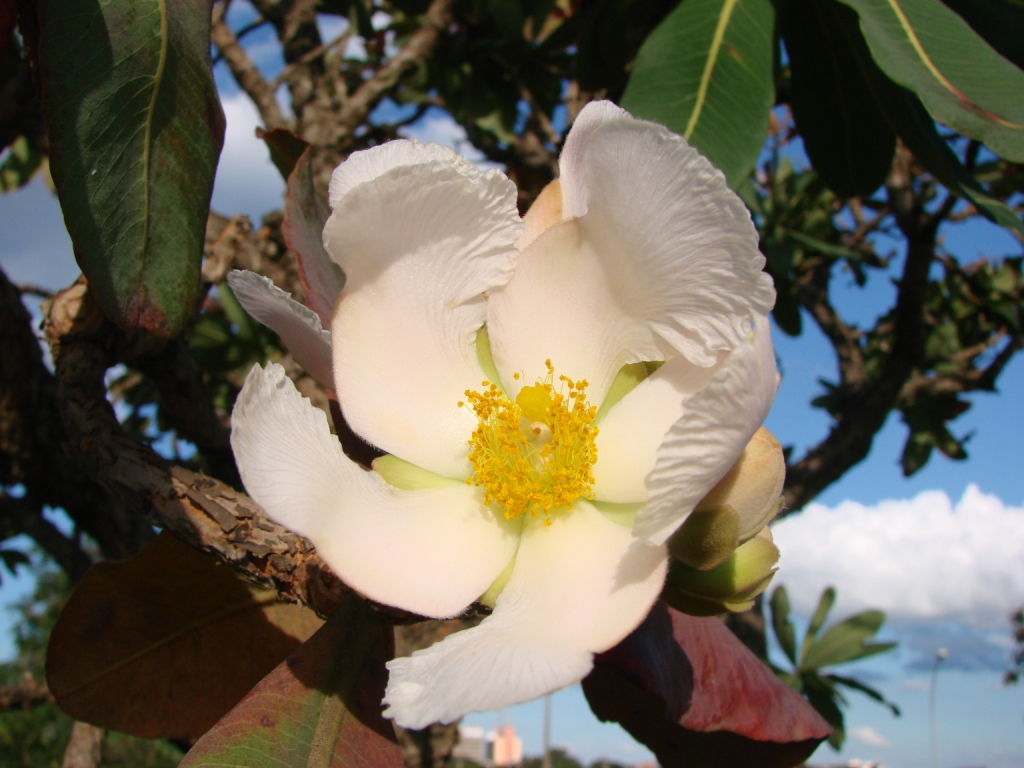

## Loài
Chi Kielmeyera gồm các loài: